# Rådssalen

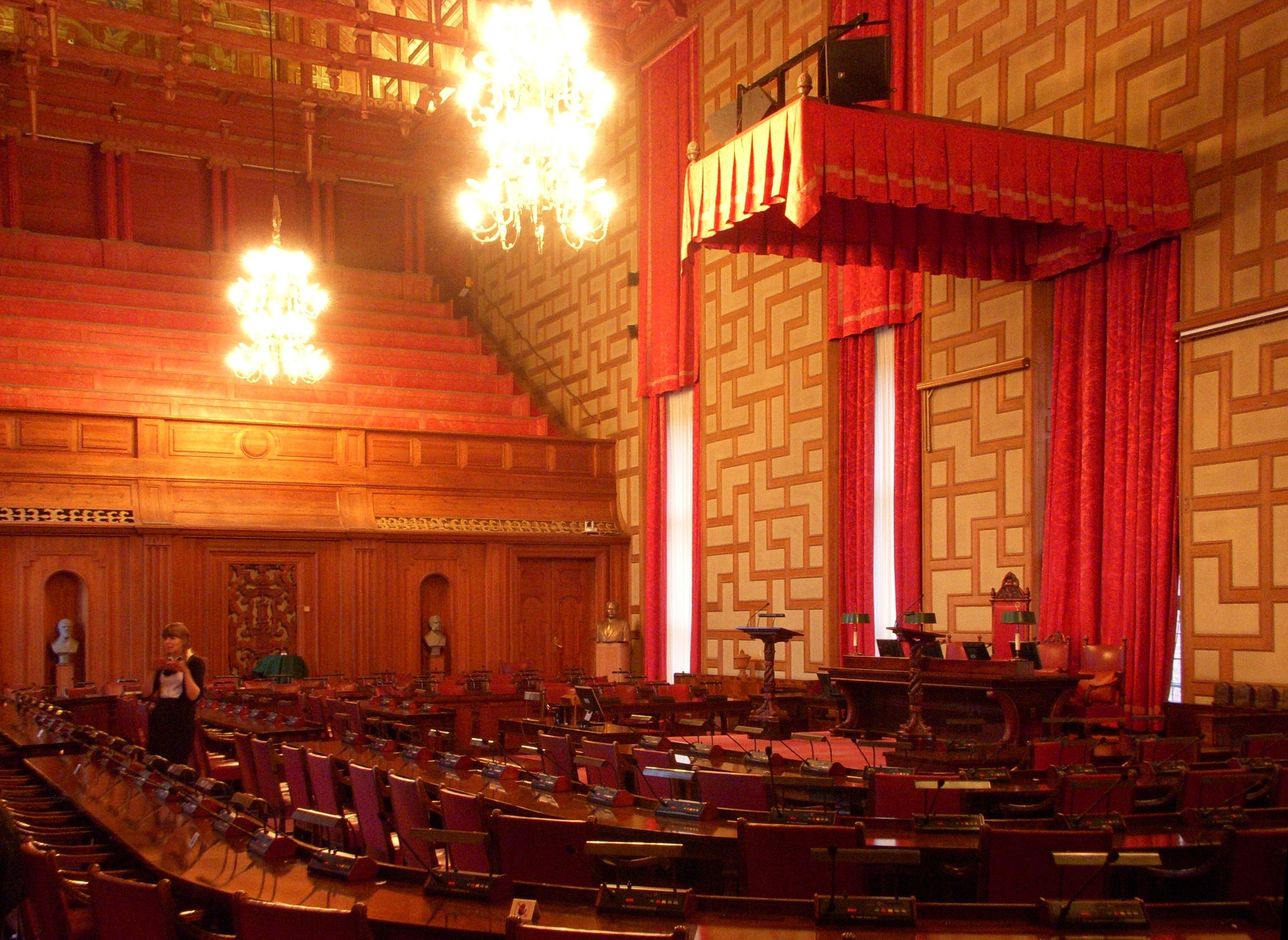
Rådssalen i Stockholms stadshus.

Rådssalen, även Rådsalen eller Stadsfullmäktiges rådsal, är Stockholms kommunfullmäktiges sammanträdesrum i Stockholms stadshus.
Rådssalen ligger på östra sidan om Borgargården, mitt emot Gyllene salen. Kommunfullmäktige sammanträder var tredje vecka i rådssalen. Salen har även en åhörarläktare för allmänheten med plats för cirka 200 personer.

## Arkitektur och utsmyckning

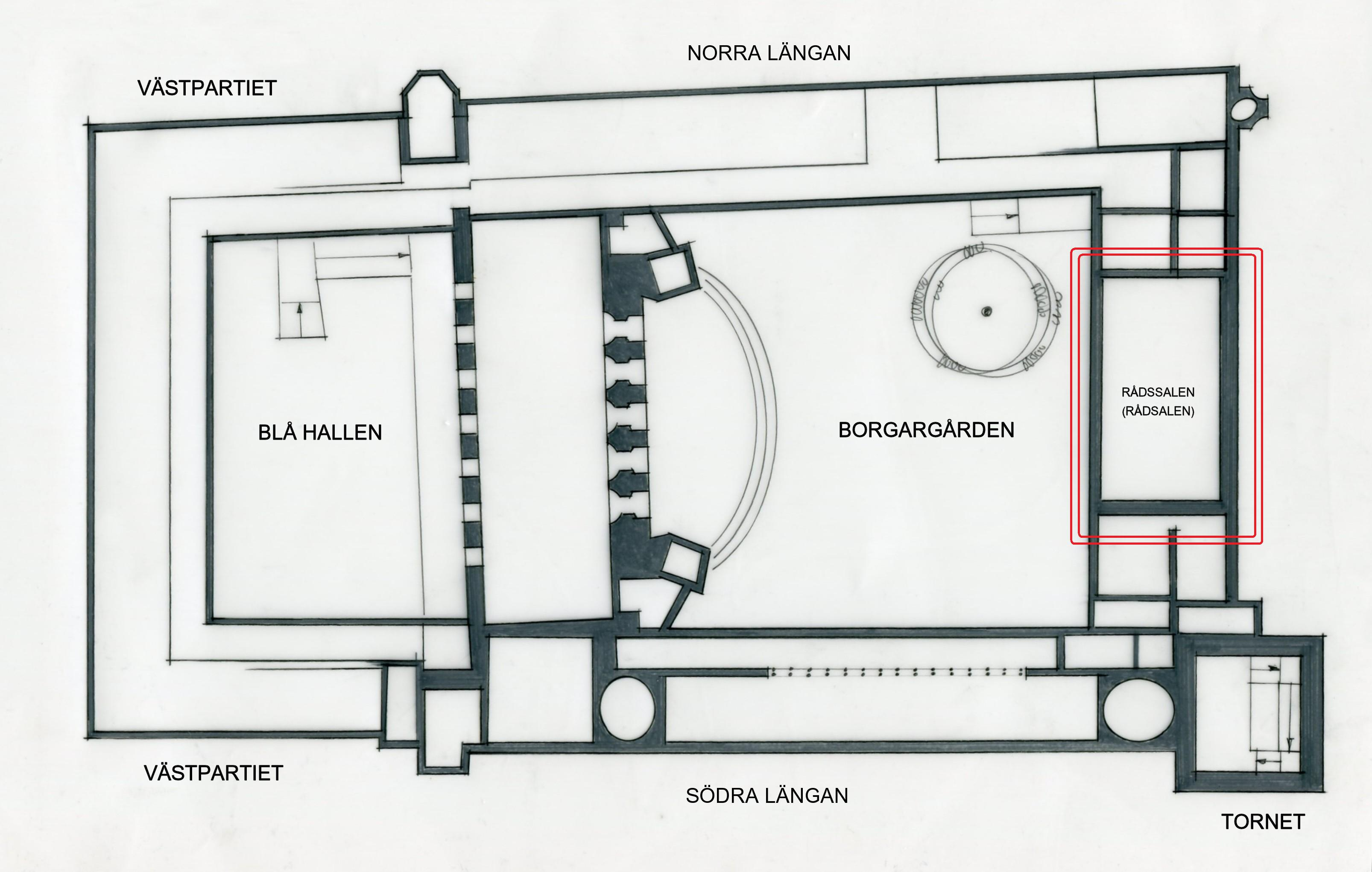
Orienteringsplan.

Rådssalens inredning hålls i röda, varma färgnyanser. Den 19 meter höga takhöjden kan anas mellan de frilagda takstolarna, som är utförda med inspiration från vikingatiden. Högst upp finns ljusblåa moln och himmelsmotiv som förstärker intrycket av takhöjden.
Stadshuset ritades av arkitekt Ragnar Östberg. Möblerna i Rådssalen och Rådshallen (förrummet till Rådssalen) är formgivna av Carl Malmsten och textilierna är designade av Maja Sjöström, för takmåleriet stod Filip Månsson. Klockan på läktaren är gestaltad av Östberg och tillverkat av Linderoths urfabrik. Klockan var en gåva av Stockholms urmakarmästare.

## Bilder

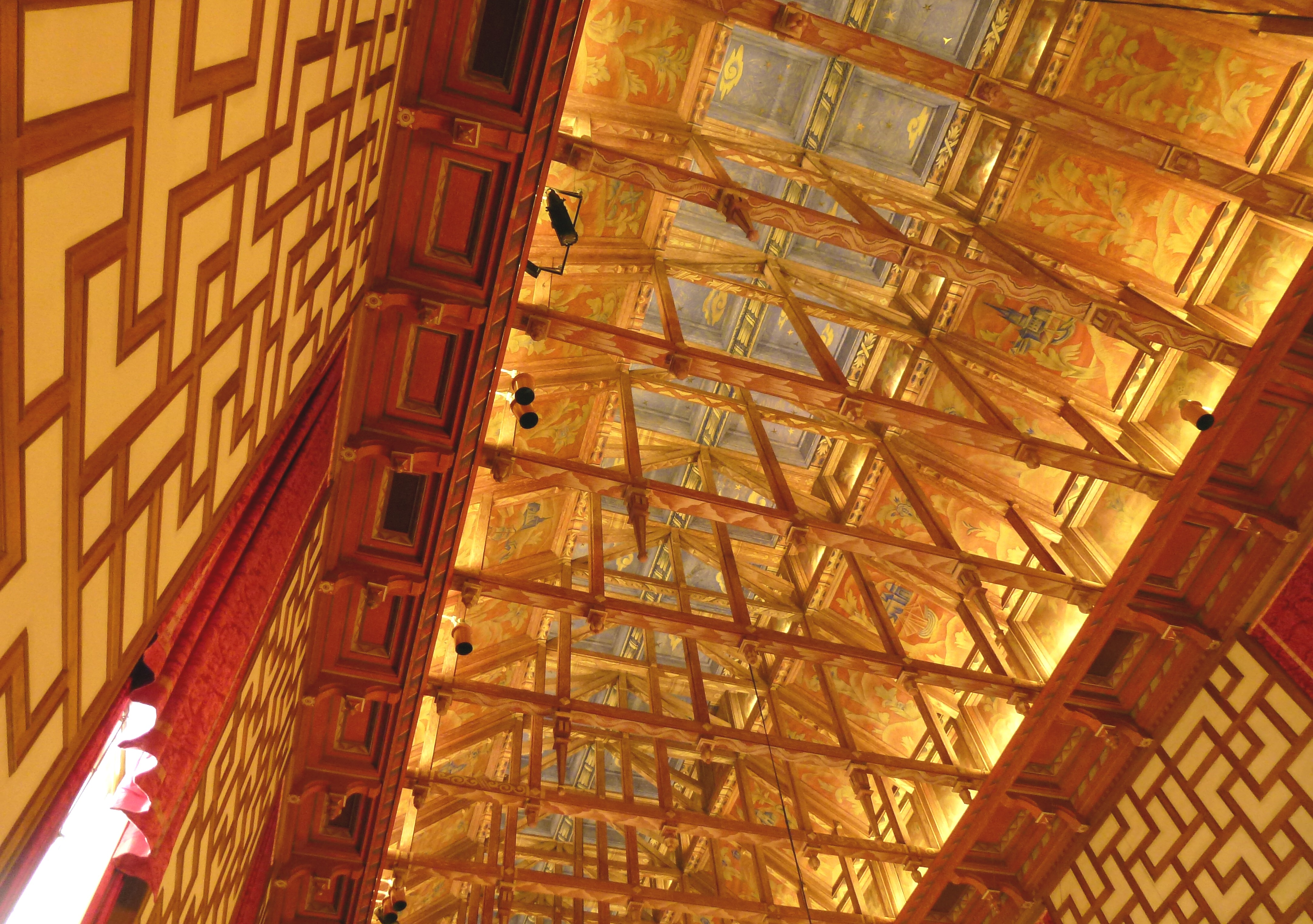
Taket och takstolarna
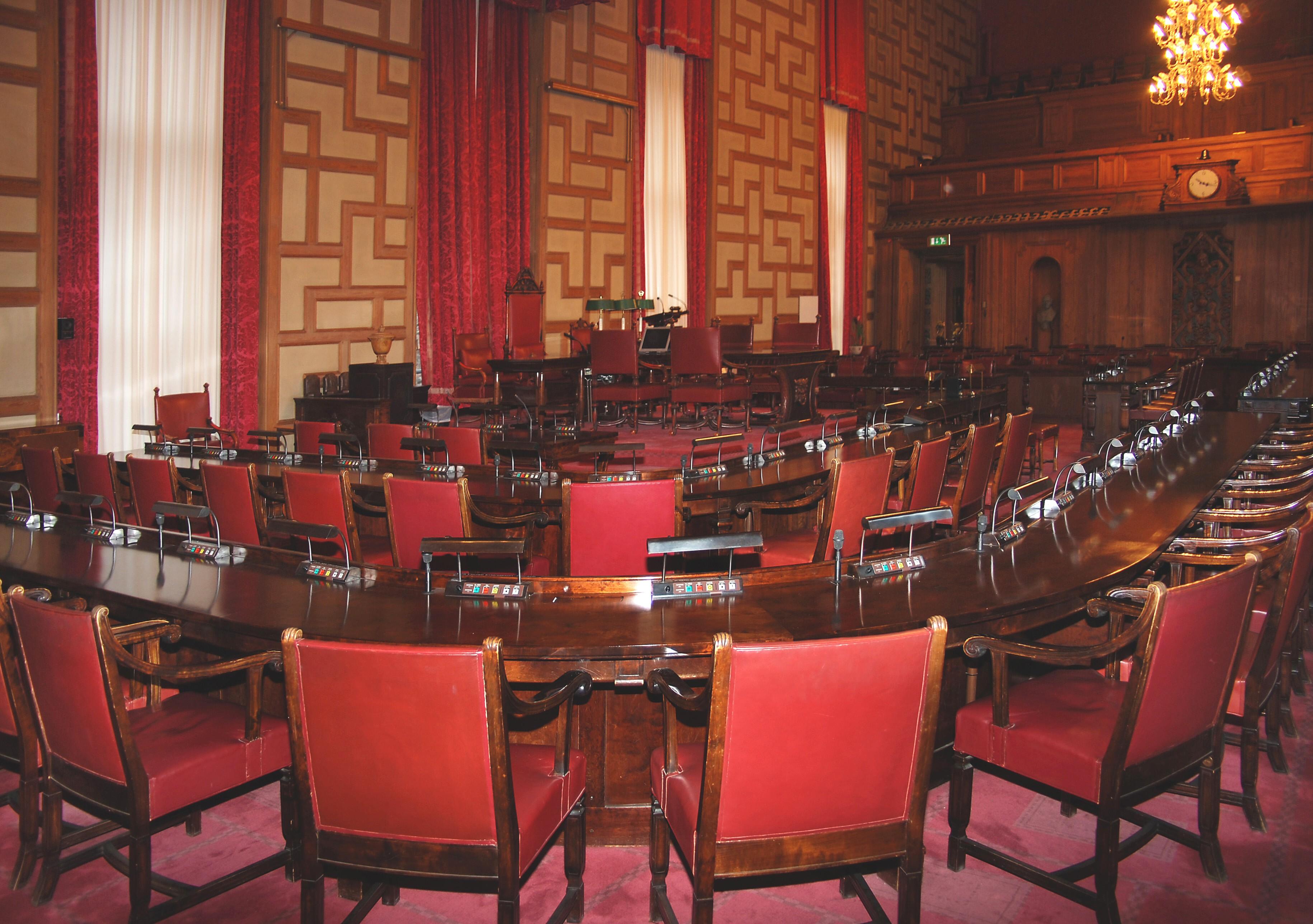
Carl Malmstens möbler
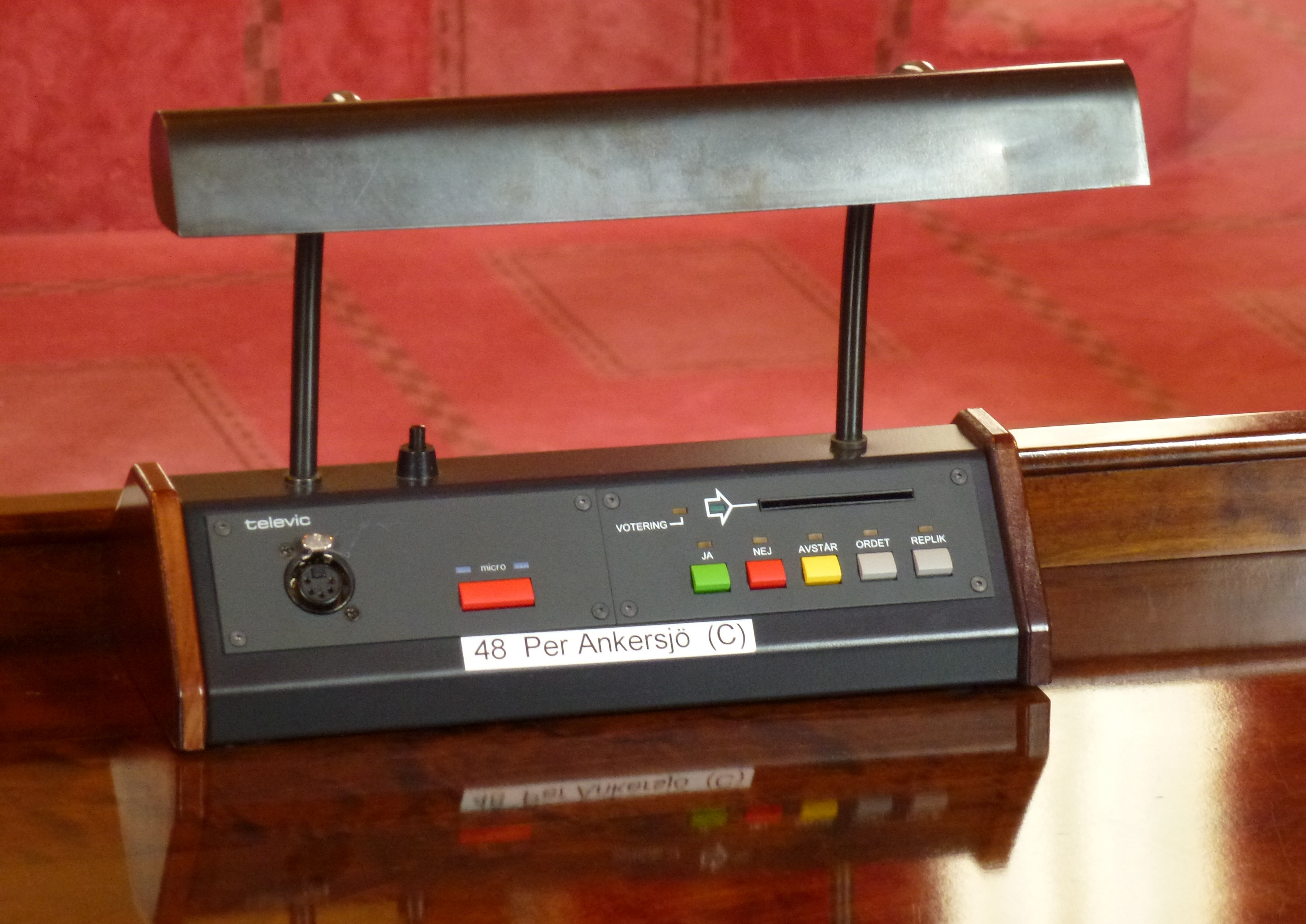
Voteringspanelen
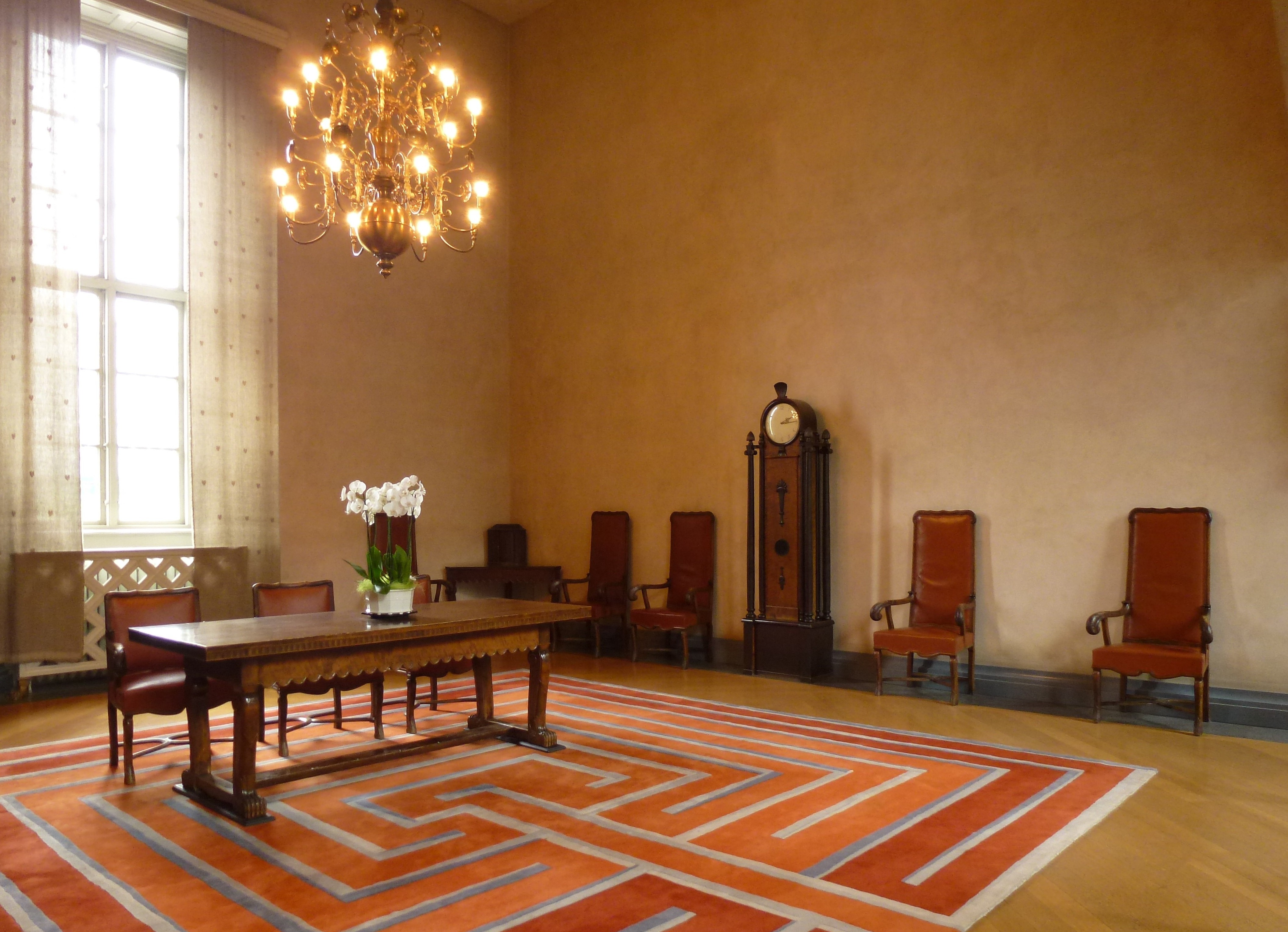
Rådshallen